# Jaime Frederico
Jaime Frederico foi um nobre catalão que tornou-se conde de Salona, bem como senhor de várias outras cidades na Grécia Central de ca. 1355 até sua morte em 1366.

## Vida
Jaime era filho de Alfonso Frederico, vigário-geral do Ducado de Atenas e do Ducado de Neopatras, e Maria de Verona, filha de Bonifácio de Verona. Como o papado apoiou as reivindicações de Gualtério VI de Brienne como duque de Atenas, Jaime (junto com seu pai e seu irmão Pedro) esteve entre os líderes catalães excomungados em 29 de dezembro de 1335 por Guilherme Frangipani, arcebispo latino de Patras. Em consonância com o testamento de seu pai, Jaime sucedeu-o nos domínios de seu irmão mais velho Pedro — o Condado de Salona, as baronias de Lidorício, Veteranitsa e talvez Zetúnio — após o último falecer sem herdeiros em algum momento antes de 1355. Estes domínios haviam sido confiscados pela Coroa de Aragão alguns anos antes, mas Jaime foi aparentemente bem sucedido em assegurar o retorno deles através da mediação duma embaixada enviada pelos senhores catalães da Grécia para o rei Frederico III. A mesma embaixada peticionou a remoção do vigário-geral incumbente, Raimundo Berardi, e a instalação de Jaime em seu lugar, mas é incerto se esse pedido foi atendido. Se Jaime foi feito vigário-geral, por 1359 ele perdeu o domínio para Gonsalvo Ximénez of Arenós.
Em 1361–62, Jaime enfrentou a hostilidade do novo vigário-geral, Pedro de Pou, que tomou os castelos de Salona, Lidorício e Veteranitsa, antes dele ser morto numa revolta em 1362. Em 1365, Jaime tomou a fortaleza de Siderocastro do marechal Ermengol de Novelles, que foi declarado rebelde por recusar-se a rendê-la ao nomeado vigário-general, Mateus de Moncada. Jaime então manteve o castelo para si. Jaime morreu em 1366, e foi sucedido por seu filho Luís em Zetúnio e Siderocastro. Jaime também concedeu a seu irmão Bonifácio "todos os direitos e propriedades" no Ducado de Atenas, incluindo Salona, Lidorício e Veteranitsa, bem como a ilha de Egina, que Bonifácio conferiu a seu filho Pedro. Bonifácio e Luís viram-se com maus olhos, e após um breve conflito armado ca. 1375, Luís emergiu vitorioso e depôs seu tio e primo.